# Берримен, Клиффорд
Клиффорд Кеннеди Берримен (англ. Clifford Kennedy Berryman; 1869—1949) — американский художник-карикатурист, лауреат Пулитцеровской премии для газетных карикатуристов.

## Биография
Клиффорд Берримен родился в городе Клифтон, штат Кентукки, его родителями были Джеймс Томас Берримен и Салли Чёрч Берримен. Отец Клиффорда любил развлекать друзей и знакомых рисованием любительских карикатур, и это отцовское хобби впоследствии стало профессией Берримена-младшего. С 1886 по 1891 годы Клиффорд работал чертёжником в Патентном ведомстве США в Вашингтоне. Во время работы в патентном ведомстве Клиффорд представил эскизы свои карикатуры в редакцию газеты Washington Post, которые были благосклонно приняты, и в 1891 году Клиффорд получил должность заместителя штатного карикатуриста газеты Джорджа Коффина. В 1893 году Клиффорд женился на Кейт Геддес Дёрфи, в браке у них было трое детей: Мэри Белл (умерла в младенчестве), Флоренс Севиль (искусствовед), и Джеймс Томас (карикатурист, лауреат Пулитцеровской премии). После смерти Коффина в 1896 году Берримен стал штатным карикатуристом Washington Post и занимал эту должность до 1907 года, после чего перешёл на работу в газету Washington Star, где проработал до своей кончины в 1949 году.
За свою более чем полувековую карьеру политического карикатуриста Берримен нарисовал тысячи карикатур на американских политиков. Объектами карикатур Берримена были президенты США от Теодора Рузвельта до Гарри Трумэна, демократы и республиканцы, засуха и цены на продукты питания, забастовки и законодательство, агитация и выборы, политический лоббизм и коронации европейских монархов, Кубок Америки и атомная бомба. Газеты с карикатурами Берримена можно найти в библиотеке Конгресса, национальном архиве США и Университете Джорджа Вашингтона, а также в частных коллекциях.
Будучи по религиозным убеждениям пресвитерианином, К.Берримен был активным членом пресвитерианской общины в Вашингтоне. Он был первым карикатуристом, ставшим членом элитарного журналистского Гридайрон-клуба, периодически проводящего неофициальные встречи-ужины с президентами США, конгрессменами и другими видными политиками, а в 1926 году был избран президентом этого клуба.
Популярность Берримена в политических кругах США была такова, что президент Гарри Трумэн однажды сказал ему: «Ты — нестареющий и вне времени. Президенты, сенаторы и даже судьи Верховного суда приходят и уходят, но Монумент и Берримен стоят».
Берримэн умер 11 декабря 1949 года от сердечного приступа, похоронен на кладбище Гленвуд в Вашингтоне.

## Плюшевый медведь

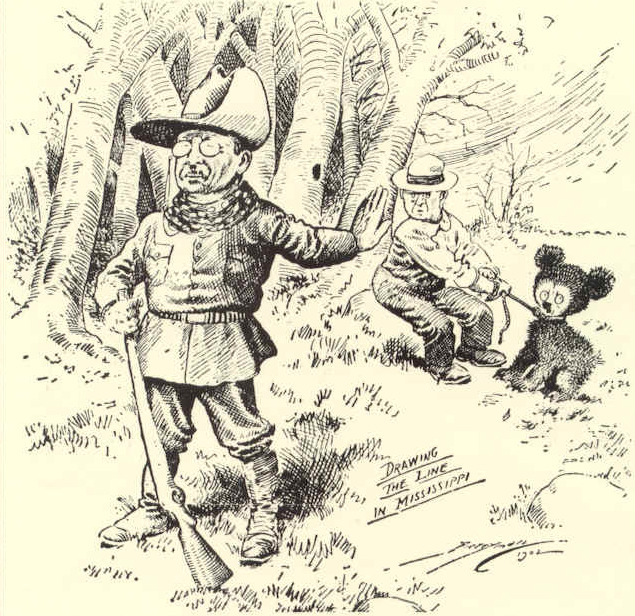
Карикатура К. Берримена на Т. Рузвельта. The Washington Post, 1902 год.

В выпуске Washington Post от 16 ноября 1902 года была опубликована карикатура Берримена, изображавшая президента Теодора Рузвельта, проявившего «сострадание» к медвежонку. Предыстория этой карикатуры была такова. В 1902 году президент США Теодор Рузвельт охотился в штате Миссисипи по приглашению губернатора штата Эндрью Лонджино, и когда охотничья команда с собаками загнала и привязала к дереву бурого медведя, Рузвельта пригласили пристрелить добычу. Согласно распространённой версии событий, Рузвельт отказался сделать это сам, заявив, что это «неспортивно», но предложил пристрелить медведя другим участникам охоты. Детали истории со временем размылись, осталась главная — Тедди (прозвище Рузвельта) отказался стрелять в медведя. Эта история попала в прессу и стала объектом карикатур, в частности, карикатуры К. Берримена, в которой медведь (по-видимому, из соображений «политкорректности») превратился в маленького медвежонка, вызывающего симпатию читателя. Одна из карикатур с медвежонком попалась на глаза Розе Мичтом, жене владельца магазина игрушек Морриса Мичтома, эмигранта из России (настоящее имя — Михаил Мишим). Медвежонок с карикатуры настолько понравился Розе, что она сшила похожего на него плюшевого медвежонка. Супруги Мичтом выставили новую игрушку на витрине магазина и дали ему имя «Медвежонок Тедди», в честь президента Рузвельта. Новая игрушка вызвала у покупателей небывалый интерес и вскоре, получив согласие Рузвельта на использование его имени, Мичтом основал компанию Ideal Toy Company, занимавшуюся выпуском игрушечных медвежат. Вскоре после этого в США и других странах появилось множество компаний — производителей плюшевых медведей, а в массовой культуре начался настоящий «бум» — до настоящего времени вышло около 400 книг различных авторов, в которых главным героем был плюшевый мишка. Одна из самых известных — это сказка английского писателя Александра Милна «Винни-Пух и Все-Все-Все», вышедшая в 1926 году.

## Награды
В 1944 году Берримен был удостоен Пулитцеровской премии для художников-карикатуристов за карикатуру «Куда плывёт лодка?», изображавшую президента Франклина Рузвельта и других правительственных чиновников, которые пытаются направить линкор «Миссисипи» в нескольких направлениях одновременно.